# Abril Pro Rock
O festival Abril Pro Rock acontece anualmente, desde 1993, em Recife, Pernambuco, no mês de abril. O evento se tornou referência nacional por mostrar bandas e artistas com renome na cena independente do país inteiro e do exterior, revelar novos nomes e apoiar as bandas locais.
O nascimento do Abril Pro Rock coincidiu com a explosão do Movimento Manguebeat, que revelou bandas como Penélope, Chico Science & Nação Zumbi, Mundo Livre S/A, Eddie, Devotos, Faces do Subúrbio e outras.
Bandas como Los Hermanos habitualmente reputam as suas apresentações no Abril Pro Rock, feitas antes de assinarem contratos com gravadoras, como porta de entrada para o cenário nacional.

## História
O Abril Pro Rock (APR) é o festival de música independente que está há mais tempo em atividade no país, surgiu em 1993 na cidade de Recife em meio a uma das mais importantes cenas da música brasileira: o Movimento Manguebeat. Desde o início, o APR agregou e promoveu o design e as artes visuais. Em 2017, chegou à sua vigésima quinta edição, onde, para cada uma dessas edições, foi produzido um cartaz por um designer ou uma agência de publicidade com a finalidade de se divulgar o evento. Com um corpus analítico formado por vinte e cinco cartazes criados em Pernambuco, do final do século XX (anos 90) ao início do século XXI (anos 2000 e 2010), essa seleção de material apresenta indícios pertinentes da sua importância na composição da memória gráfica pernambucana. A maior parte desses cartazes foram desenvolvidos por designers da equipe de produção do festival, nesses casos, foi possível perceber uma maior representação da essência do Abril Pro Rock e, também, de uma geração de designers contemporâneos. Essa pesquisa tem como objetivo principal fazer um estudo sistemático dos aspectos morfológicos e semânticos de cada cartaz do APR. Esse estudo está configurado na análise dos aspectos semióticos dos cartazes, onde foi utilizada como ferramenta de análise uma adaptação da ficha de Izabella Pinto (2017), cuja ficha de análise foi estruturada seguindo o Modelo de Análise da Imagem de Martine Joly (1994). Joly sugere a identificação e a interpretação dos signos presentes na mensagem plástica, mensagem icônica e mensagem linguística do cartaz, sempre levando em consideração o contexto no qual a mensagem está inserida. Através das análises foi possível concluir que os aspectos visuais identificados fazem um conjunto de referências a música e a chegada e a acessibilidade da tecnologia, que mudaram a forma de produção desses cartazes. Portanto, o repertório visual utilizado pelos designers na produção desses cartazes, mostra a importância da participação do designer na construção e na representação da identidade cultural do evento e de Pernambuco.